# Tadeusz Wenda
Tadeusz Apolinary Wenda h. Wendt (ur. 23 lipca 1863 w Warszawie, zm. 8 września 1948 w Komorowie) – polski inżynier komunikacji, główny projektant i kierownik budowy portu Gdynia.

## Życiorys
Był synem Władysława (1820–1908), podsekretarza Rady Administracyjnej Królestwa Polskiego, naczelnika Archiwum Akt Dawnych, i Justyny z Matuszewskich. Ukończył szkołę powszechną i III gimnazjum rządowe (realne) w Warszawie, następnie studia na Wydziale Fizyczno-Matematycznym Cesarskiego Uniwersytetu Warszawskiego oraz studia w Instytucie Korpusu Inżynierów Komunikacji w Petersburgu. W 1890 uzyskał dyplom inżyniera komunikacji. Po studiach pracował jako projektant i budowniczy linii kolejowych na terenie Rosji, był kierownikiem budowy portu w Windawie, a także nadzorował przebudowę portu w Rewlu. Pomagał w budowie portu w Royan.
Po wybuchu I wojny światowej powrócił do Warszawy. W latach 1915–1919 pracował w dozorze portów Żeglugi Śródlądowej Przedsiębiorstwa Robót Publicznych. W 1920 otrzymał posadę kierownika budowy portu w Gdyni w Ministerstwie Przemysłu i Handlu, a od 1932 nadzorował dalsze prace już jako urzędnik Urzędu Morskiego w Gdyni na stanowisku naczelnika Wydziału Techniczno-Budowlanego. 
Z dniem 1 sierpnia 1937 przeszedł w stan spoczynku.

Miał syna – inż. Jerzego Wendę.

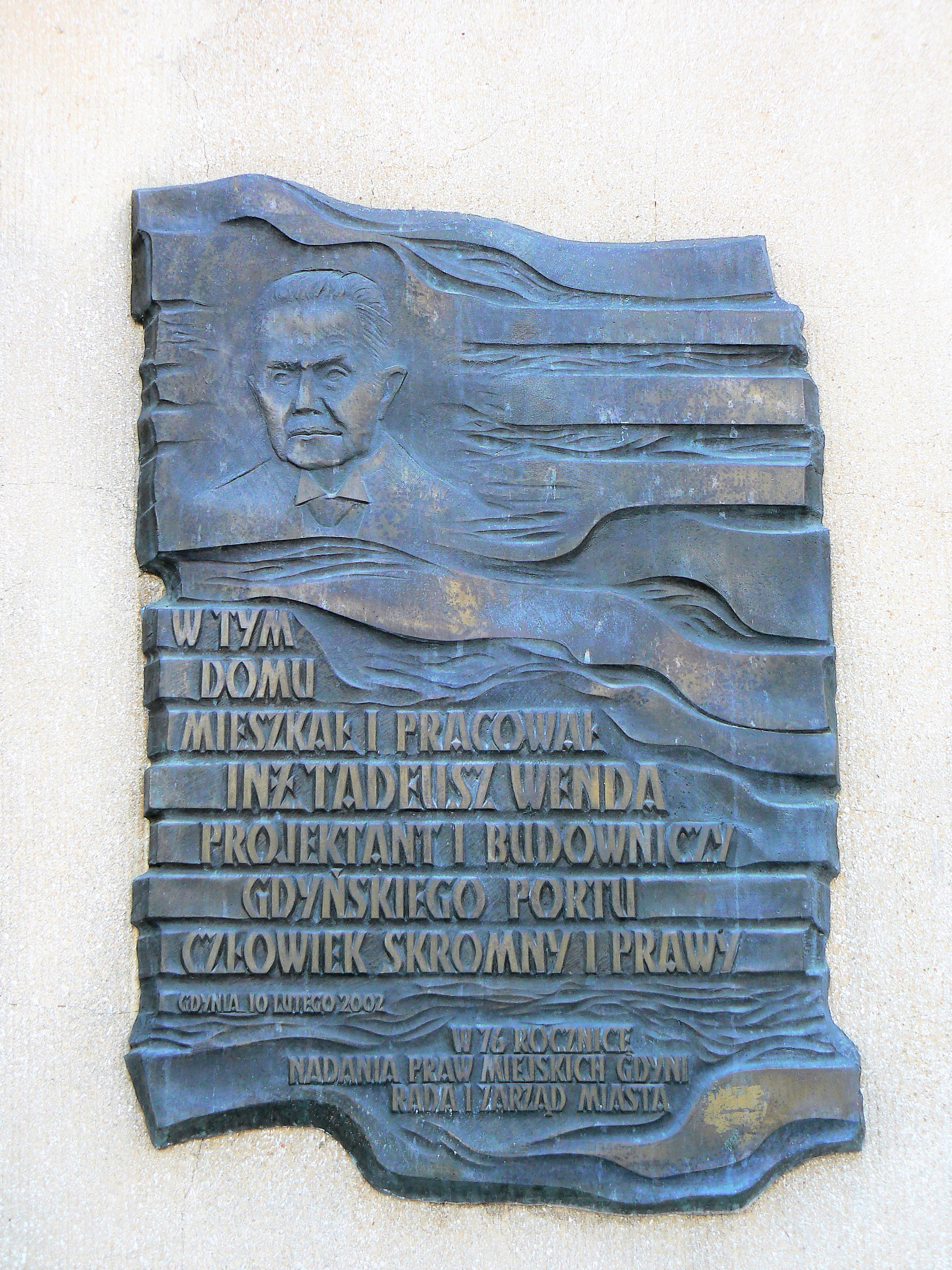
Tablica pamiątkowa na domu inżyniera Tadeusza Wendy - dawnym Biurze Budowy Portu przy ul. Waszyngtona 38 w Gdyni.

Zmarł w 1948. Pochowany został na cmentarzu Powązkowskim w Warszawie (kwatera 139-1-27).

## Ordery i odznaczenia
- Krzyż Komandorski Orderu Odrodzenia Polski (24 lipca 1937)
- Krzyż Oficerski Orderu Odrodzenia Polski (10 listopada 1928)[6]
- Kawaler Orderu Legii Honorowej (Francja)[7]

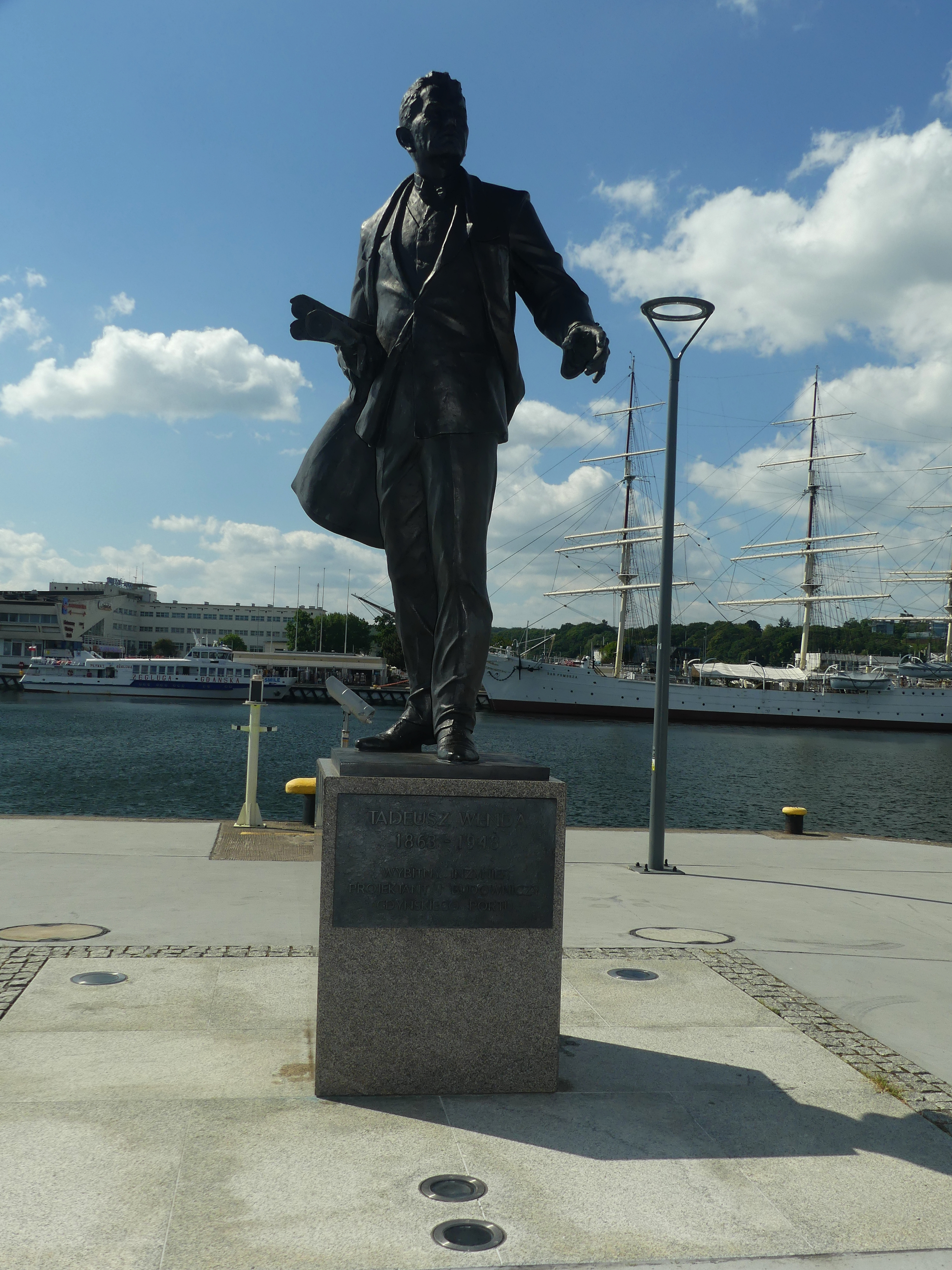
Pomnik Tadeusza Wendy w Gdyni

- Order Danebroga (Dania)[7]

## Upamiętnienie
- Jego imieniem nazwano między innymi Basen II (Basen inż. Wendy), krótkie nabrzeże w gdyńskim porcie (przy kanale południowym)[3], ulicę i Zespół Szkół Mechanicznych na Grabówku.
- W 2017 rozstrzygnięto konkurs na projekt pomnika, który w 2018 - w siedemdziesiątą rocznicę śmierci Wendy - miał stanąć u nasady Mola Rybackiego, na końcu pirsu Dalmoru w Gdyni. Autorem zwycięskiego projektu jest Maciej Jagodziński-Jagenmeer[8], który przedstawił inżyniera trzymającego w prawym ręku zwoje map i plansz, a lewą ręką wskazującego na portowe nabrzeże. Ostatecznie trzymetrowy monument został odsłonięty 29 maja 2021 w setną rocznicę rozpoczęcia budowy gdyńskiego portu[9].
- 25 kwietnia 2018 w ramach obchodów 100 rocznicy odzyskania przez Polskę niepodległości w Gminie Jabłonna (powiat legionowski) została odsłonięta tablica upamiętniająca związek twórcy Portu Gdyni z Dąbrową Chotomowską. Uroczystego odsłonięcia tablicy z udziałem władz samorządowych, mieszkańców i komitetu organizacyjnego upamiętnienia tego związku dokonała Pani Hanna Wenda-Uszyńska, wnuczka. Tablicę umieszczono w miejscu gdzie znajdował się majątek Tadeusza Wendy[10]
- 25 kwietnia 2019 Tadeusz Wenda został Honorowym Obywatelem Gminy Jabłonna. Akt Nadania odebrała pani Hanna Wenda-Uszyńska, wnuczka. Wręczenie aktu odbyło się podczas uroczystej sesji Rady Gminy w pałacu w Jabłonnie[11].
- Rok 2021 został ogłoszony w Gdyni Rokiem Tadeusza Wendy.
- Wizerunek Tadeusz Wendy widnieje na rewersie srebrnej monety kolekcjonerskiej o nominale 10 złotych wyemitowanej przez Narodowy Bank Polski w 2022 r. z okazji setnej rocznicy budowy portu w Gdyni[12].
- Postać Tadeusza Wendy występuje w filmie i serialu Miasto z morza (2009) w reżyserii Andrzeja Kotkowskiego. Rolę tę grał Olgierd Łukaszewicz[13][14].
- Obok Kapitanatu Portu oraz blisko Dworca Morskiego w Gdyni 23 września 2022 postawiono ławeczkę upamiętniającą Tadeusza Wendę oraz Eugeniusz Kwiatkowskiego[15].